# Constantin Vișoianu
Constantin Vișoianu (n. 4 februarie 1897, Urlați, România – d. 4 ianuarie 1994, Chevy Chase⁠(d), Maryland, SUA) a fost un jurist, diplomat, publicist și om politic român, care a îndeplinit funcția de ministru de externe în al doilea guvern Sănătescu (4 noiembrie 1944 - 6 decembrie 1944) și în guvernul Nicolae Rădescu (6 decembrie 1944 - 28 februarie 1945). 

## Biografie
A studiat la Facultatea de Litere a Universității din București, luându-și apoi doctoratul în drept la Paris. 
Revenit în România, Vișoianu a activat (din 1926) ca avocat la baroul Olt, apoi la baroul din București (1937). A fost secretar al Tribunalului mixt de arbitraj de la Paris (1926-1929), consilier tehnic la Liga Națiunilor, expert la departamentul pentru limbi și naționalități de la Geneva. În perioada 1931-1933, Constantin Vișoianu a făcut parte din delegația permanentă a României la Conferința de dezarmare a Ligii Națiunilor, îndeplinind apoi funcțiile de trimis extraordinar și ministru plenipotențiar al României la Haga (1933-1935) și la Varșovia (1935-1936).
Vișoianu s-a făcut remarcat și ca publicist, fiind autorul mai multor articole de politică externă publicate în Viața Românească, Prezentul, Jurnalul, Jurnalul de dimineață etc. În aprilie 1944, a fost trimis la Cairo pentru a negocia încheierea armistițiului cu Aliații, dar tratativele au fost infructuoase. După arestarea guvernului antonescian, a fost numit ministru al afacerilor străine (4 noiembrie 1944 - 5 martie 1945) în guvernele conduse de generalii Constantin Sănătescu și Nicolae Rădescu. 
Vișoianu a plecat din România în 1946 și a trăit restul vieții în SUA.  În noiembrie 1947, Vișoianu a fost condamnat în contumacie de Tribunalul Militar al Regiunii a II-a din București la 15 ani de muncă silnică, 5 ani de degradare civică, confiscarea averii și 50,000 de lei cheltuieli de judecată. El a făcut parte din prima generație a exilului politic. 
În 1950 a fost numit de Regele Mihai în Comitetul Național Român, pentru a exprima opoziția față de regimul comunist. Vișoianu a fost acuzat, împreună cu Alexandru Cretzianu, că nu a pus la dispoziția Comitetului Național Român un fond de 6 milioane de franci elvețieni.
A îndeplinit o lungă perioadă funcția de președinte la Comitetul Național Român (1948) (1948-1975) și a fost membru al mai multor organisme asemănătoare. A încetat din viață la 4 ianuarie 1994, în Washington, D.C..

## Citat
„Actuala graniță a expansiunii comuniste nu este decât provizorie. Nu este decât punctul de plecare al unor noi atacuri. Europa însăși este prea mica pentru a fi împărțită în zone. Lumea însăși a devenit prea vulnerabila pentru a tolera astfel de amputări dureroase.”—Constantin Vișoianu